# Patentgesetz (Deutschland)

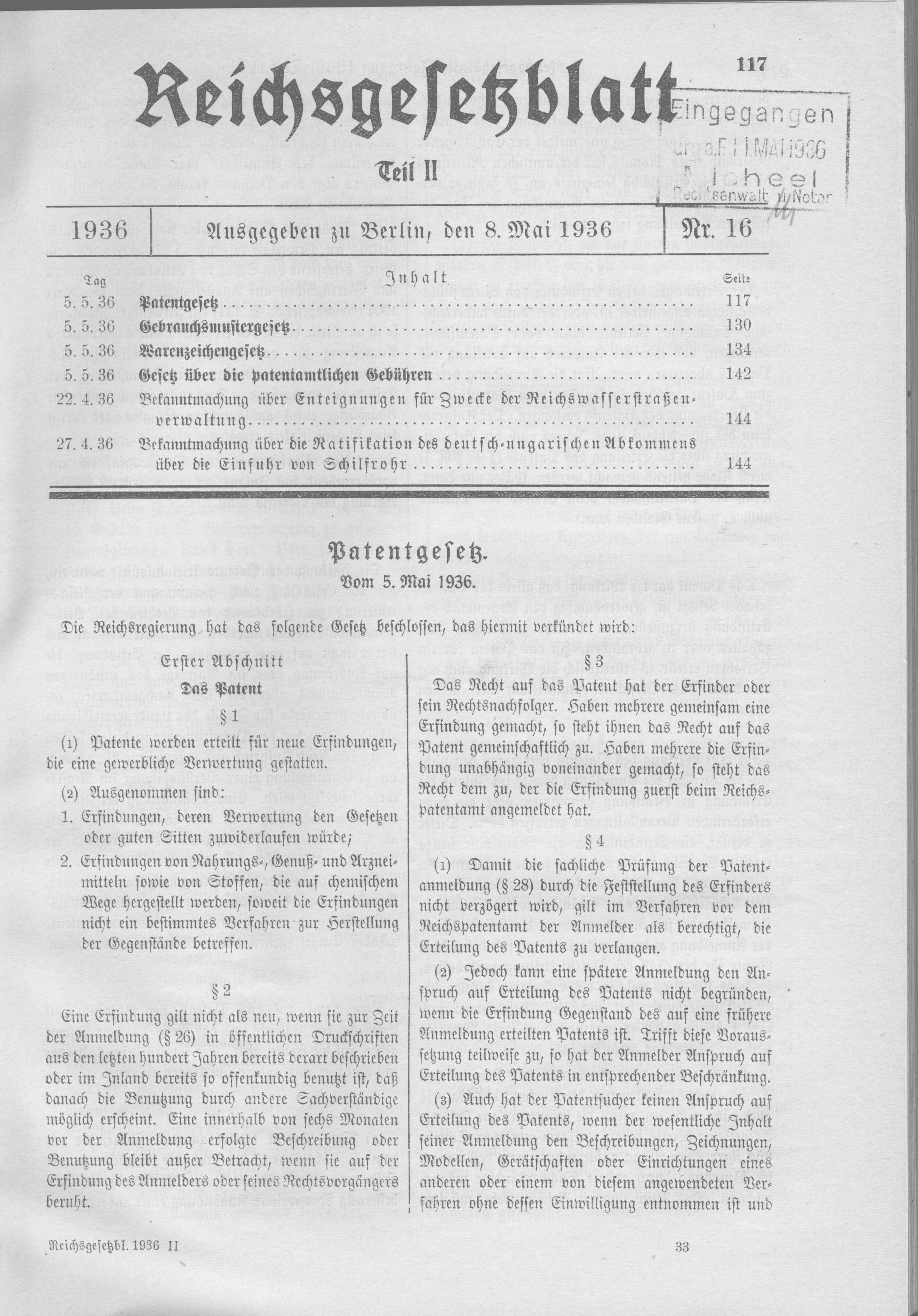
Patentgesetz vom 5. Mai 1936

Das Patentgesetz sichert im deutschen Recht neben dem Markengesetz, Gebrauchs- und Geschmacksmustergesetz den Schutz neuschöpferischer Entwicklungen.

## Geschichte
Am 25. Mai 1877 wurde das erste Reichs-Patentgesetz erlassen, welches auch die Einrichtung einer Behörde vorsah, die Patente vergeben sollte. In den Jahren 1891 und 1936 wurden neue Patentgesetze erlassen. Die letzte Neufassung des Patentgesetzes 1936 datiert vom 16. Dezember 1980. Sie ist seit dem 1. Januar 1981 in Kraft und hat seither eine erhebliche Zahl, zum Teil gravierender, Änderungen erfahren, so in den Jahren 1993, 1998 und 2005 im Zusammenhang mit der Biotechnologie.

## Gesetzesinhalt
Das Patentgesetz definiert in den §§ 1–25 PatG das Patent und nennt die patentierbaren Erfindungen. Es muss zunächst eine Lehre zum technischen Handeln vorliegen. Diese muss beim nationalen Patent – weitestgehend übereinstimmend auch beim europäischen Patent – gegenüber dem Stand der Technik neu sein, auf erfinderischer Tätigkeit beruhen und gewerblich anwendbar sein (§§ 1–5 PatG). Inzwischen ist es auch möglich, biologische Materialien und Erzeugnisse aus biologischen Materialien zu patentieren. Der menschliche Körper, seine Zellen und Gensequenzen sind nicht patentierbar (§ 1a PatG). Ebenfalls nicht patentierbar sind Erfindungen, die gegen die öffentliche Ordnung oder die guten Sitten verstoßen. Insbesondere ist das Verwenden und das Klonen von Embryonen und menschlichen Lebewesen unzulässig.
Im zweiten und dritten Abschnitt (§§ 26–33; §§ 34–64 PatG) werden die Errichtung und der Betrieb des Patentamtes (Deutsches Patent- und Markenamt, DPMA, mit Sitz in München) sowie das Verfahren vor dem DPMA beschrieben.
Für die Entscheidung über Streitigkeiten mit dem Patentamt, über das Bestehen oder Nichtbestehen eines Patents oder die Zwangslizenz wurde das Bundespatentgericht (BPatG) errichtet. Es ist ein oberes Bundesgericht mit Sitz in München, das im Rang eines Oberlandesgerichts steht, so dass die Rechtsmittelinstanz der Bundesgerichtshof in Karlsruhe ist.
Die Verfahren vor dem Patentgericht sind
- das Beschwerdeverfahren (§§ 73–80 PatG)
- das Nichtigkeitsverfahren (§§ 81–84 PatG) und
- das Zwangslizenzverfahren (§§ 85, 85a PatG)

Gegen die Entscheidungen sind die Rechtsmittel der Beschwerde, der Rechtsbeschwerde und der Berufung zulässig, die zum Bundesgerichtshof führen.
Das Patentgesetz gibt dem Inhaber eines Patentes verschiedene zivilrechtliche Ansprüche auf Unterlassung und Schadensersatz, Auskunft, Rückruf oder Vernichtung, sofern er Rechtsverletzungen seines Patentes hinnehmen muss oder eine Rechtsverletzung etwa durch Patentberühmung zu befürchten ist (§§ 139ff., 146 PatG).
Die Strafvorschriften nach § 142 PatG zählen zum Nebenstrafrecht.
Bei allen übrigen Streitigkeiten sind diese Angelegenheiten den Zivilkammern der Landgerichte zugewiesen (§ 143 Abs. 1 PatG). Die Zuständigkeit ist – zum Teil länderübergreifend – bei einigen Landgerichten in eigens eingerichteten Patentstreitkammern konzentriert.